# 李暹 (成化戊戌進士)
李暹（1452年—？），江西吉安府吉水縣人，民籍，明朝政治人物。進士出身。

## 生平
早年出身國子生，江西鄉試第四十六名。成化十四年（1478年）戊戌科會試第一百九十八名，殿試登進士第三甲第一百二十名。

## 家族
曾祖父李如琛。祖父李得裕，贈員外郎。父亲李常，曾任知府。母王氏，封宜人。具慶下。娶陳氏。